# صدای سکوت
«صدای سکوت» (به انگلیسی: The Sound of Silence) تک‌آهنگی از سایمون و گارفانکل است که در سال ۱۹۶۵ منتشر شد. این به یکی از ترانه‌های کلاسیک تبدیل شد و بارها بازخوانی گردید.